# Terrence Mann
Terrence Mann (nacido Terrence Vaughan Mann el 1 de julio de 1951) es un actor, director, cantante, compositor y bailarín estadounidense que ha ocupado un lugar destacado en la escena de Broadway durante los últimos tres decenios.

## Biografía
Terrence Mann nació en Ashland, Kentucky, hijo mayor de Helen Thomas Mann y Charles Mann. La madre de Mann fue concertista de piano, y su padre cantaba en un cuarteto vocal.
Según sus propias palabras, «un día en clase de teatro en la escuela, al final de una escena que estaba ensayando, el guion decía -Se besan-. Fue entonces cuando decidí que quería estar en el teatro».
Terrence pasó su infancia en Largo, Florida donde se graduó de secundaria, asistiendo más tarde a la North Carolina School of the Arts.

## Carrera
En el cine es conocido por haber interpretado el papel del cazarrecompensas "Ug' en la serie de películas Critters. Hizo su debut en Broadway en 1982 en el musical Barnum, ganando un Premio Tony como mejor actor de reparto por el papel de Chester lyman. Sin embargo, su verdadero de su actuación en el montaje original de Broadway del musical Cats de Andrew Lloyd Webber, donde le correspondió el memorable papel principal del "juguetón" Rum Tum Tugger.
En 1985, Terrence Mann interpretó el papel de Larry, asistente del coreógrafo Zach (Michael Douglas) en la versión cinematográfica de A Chorus Line dirigida por Richard Attenborough. En 1987, crea el papel del inspector Javert en la producción de Broadway del musical Los miserables, importado desde el West End de Londres. Esta interpretación le valió su primera nominación al Premio Tony como Mejor Actor en un papel principal. Papel que repetiría en 2003 en la recta final del musical.
Terrence obtuvo una segunda nominación a los premios Tony en 1994 por su retrato de La Bestia en la versión teatral de Disney del musical La Bella y la Bestia, papel que llevaría en 1995 a Los Ángeles. En 1997, Terrence creó el papel de Chauvelin en el musical de Frank Wildhorn, The Scarlet Pimpernel.
Otros musicales: Rags (1986), la producción de Broadway Jerome Robbins (1989), Getting Away with Murder (1996), y la reposición de Rocky Horror Show del año 2000, (en la que interpretó el papel de Frank-N-Furter), además de la producción off-Broadway del musical Assassins (1991) de Stephen Sondheim.
Mann ha hecho apariciones en series de televisión como El Ecualizador, Gargoyles (voz de Oberon), Law & Order, 30 Rock, y otros. Más recientemente, ha formado parte del reparto de la serie de Netflix Sense8, donde ha interpretado a "Whispers".

## Filmografía
- A Chorus Line (1985)
- Critters (1986)
- Solarbabies (1986)
- Big Top Pee-wee (1988)
- Critters 2: The Main Course (1988)
- Gandahar (1988) (voz)
- Stuck with Each Other (1989) (TV)
- Critters 3 (1991)
- Bump in the Night (1991) (TV)
- The 10 Million Dollar Getaway (1991) (TV)
- Critters 4 (1991) (V)
- Beauty and the Beast: The Broadway Musical Comes to L.A. (1995) (TV)
- Gargoyles (1996) (TV) (V)
- Mrs. Santa Claus (1996) (TV)
- True Women (1997) (TV)
- A Circle on the Cross (2003)
- The Dresden Files (2007)
- Eavesdrop (2008)
- The Mandala Maker (2009)
- Red Hook (2009)
- 30 Rock, (Rockefeller Plaza en España) (2011)

## Teatro
- Barnum (1982)
- Cats (1982)
- Rags (1986)
- Les Misérables (1987)
- Jerome Robbins' Broadway (1990)
- Assassins (1990)
- Beauty and the Beast (1994)
- Getting Away with Murder (1996)
- The Scarlet Pimpernel (1997)
- Cats (2000)
- The Rocky Horror Show (2000)
- Les Misérables (musical) (2003)
- Lennon (2005)
- The 24 Hour Plays 2005 (2005)
- The Best Little Whorehouse in Texas (2006)
- The Addams Family (2009)
- Pippin (2014)